# Mamouka Ier de Mingrélie
Mamouka ou Manuchar Ier Dadiani (géorgien : მანუჩარ I დადიანი; mort en 1611) est Prince de Mingrélie, de la maison des Dadiani, de 1590 jusqu'à sa mort. Fils cadet de Léon Ier, il succède à son frère ainé, Mamia IV Dadiani. Manuchar règne sur la  Mingrélie dans la Géorgie occidentale dans une période d'anarchie continuelle liée aux conflits entre les états successeurs du royaume de Géorgie. Manuchar poursuit les efforts de ses prédécesseurs pour étendre l'influence des Dadiani sur l'Iméréthie le royaume suzerain nominal de la Mingrélie. Il combat l'invasion menée par le roi Simon Ier de Karthli, qui cherche à réunir toute la Géorgie sous son autorité, et protège Rostom détenteur du trône d'Imerethie, tentant ainsi de restaurer brièvement la paix dans la Géorgie occidentale. Manuchar meurt dans un accident lors d'une chasse et il a comme successeur son fils Léon II de Mingrélie.

## Règne
Mamouka ou Manuchar Dadiani est le fils cadet de Léon Ier Dadiani, prince de Mingrélie. On ignore la date de sa naissance mais il succède à son frère aîné, Mamia IV de Mingrélie, en 1590. La même année, Simon Ier roi Karthli en Géorgie orientale, met à profit l'instabilité en Géorgie occidentale pour renouveler ses efforts afin de placer le royaume d'Iméréthie sous son contrôle. Il mène une armée dotée d'artillerie au-delà des monts Likhi, en Iméréthie et contraint le roi Rostom, protégé par les Dadiani, à se réfugier en Mingrélie. Le Dadiani propose de rétablir Rostom comme vassal et lui-même promet d'établir la paix et de se soumettre à Simon. Le roi de Karthli, insiste pour que Rostom soit déposé ; faute de quoi, il attaque la Mingrélie,.
Manuchar répond par une mobilisation de ses forces et accompagné par Rostom et ses partisans, il attaque Simon à Opshkviti, le défait et capture ses canons. Simon s'enfuit au Karthli, pendant que Rostom est restauré en Imerethie sous la protection des Dadiani. Les deux rois se réconcilient ensuite et la paix est rétablie, pour un temps en Géorgie occidentale Selon l’historien du XVIIIe siècle le prince 
Vakhoucht Bagration, Manuchar meurt d'un accident de cahsse en poutrsuivant une harde de cerfs, in 1611. Il a comme successeur son fils 
Léon II Dadiani,.

## Union et postérité
Manuchar Dadiani se marie deux fois. En 1590, il épouse  Nestan-Darejan (morte en 1591), fille d' Alexandre II de Kakhétie. Elle meurt en donnant naissance à son fils, Léon en 1591. L'année suivante en 1592, Manuchar se remarie avec sa seconde femme Tamar (née en 1561), fille de Kai-Khosrov II Jakéli, prince ou atabeg du Samtskhe et veuve du noble Kaikhosro Oravzhandashvili, de  Vakhtang Gurieli, prince de Gourie.
Manuchar laisse deux fils et trois filles :
- Léon II Dadiani (1591–1657), Prince de Mingrélie de 1611 à 1657 ;
- fille anonyme que son frère, Léon, envoie en 1634, dans le harem du Shah Séfévide de Perse ;
- fille anonyme qui devient nonne dans le monastère de Martvili en 1640 ;
- Iese or Ioseb, qui est aveuglé par ses ennemis; il serait le père de Léon III de Mingrélie et, selon l'historien Cyrille Toumanoff de deux autres fils, Mamouka et Liparit III de Mingrélie. Ce dernier selon le Prince Vakhoucht, serait le fils de Manouka Ier de son épouse Tamar Jakéli[3].
- Mariam Dadiani (morte en 1682), qui est mariée trois fois avec Simon Ier  Gurieli, Prince de Gourie, le roi Rostom de Karthli, et enfin le fils adoptif et successeur de ce dernier le roi  Vakhtang V de Karthli[3].